# Geoff Pike
Geoffrey „Geoff“ Pike (* 28. September 1956 in London) ist ein ehemaliger englischer Fußballspieler.

## Sportlicher Werdegang
Nachdem Pike zunächst für kleinere Londoner Mannschaften aktiv gewesen war, schloss er sich als Jugendspieler West Ham United an. 1975 stand er im Endspiel um den FA Youth Cup, das Spiel ging gegen den Nachwuchs von Ipswich Town mit 1:5 verloren. 1976 rückte er in die Wettkampfmannschaft auf und kam zu seinem Profidebüt in der First Division, wurde aber im Jahresverlauf an die neu gegründeten Hartford Bicentennials in die North American Soccer League verliehen. 1977 wurde er abermals an das nun als Connecticut Bicentennials antretende Franchise verliehen. Nach dem Abstieg des Klubs am Ende der Spielzeit 1977/78 avancierte er zum Stammspieler im Mittelfeld des Londoner Klubs, mit dem er im FA Cup 1979/80 das Endspiel erreichte. Durch ein Tor von Trevor Brooking gelang ihm an der Seite von Frank Lampard senior, Stuart Pearson, David Cross und Phil Parkes mit einem 1:0-Erfolg im Derby gegen den FC Arsenal als Zweitligist der Titelgewinn. In der Zweitliga-Spielzeit 1980/81 gelang als Zweitligameister der Wiederaufstieg, zudem erreichte der Klub im League Cup 1980/81 das Finale. Dem FC Liverpool wurde ein 1:1-Unentschieden abgerungen, im Wiederholungsspiel setzte sich der Favorit trotz früher Londoner Führung durch Paul Goddard nach Treffern von Kenny Dalglish und Alan Hansen noch vor der Halbzeitpause mit einem 2:1-Sieg durch. Anschließend etablierte er sich mit dem Klub in der höchsten Spielklasse, in der Spielzeit 1985/86 gelang hinter dem FC Liverpool und Vorjahresmeister FC Everton der dritte Platz.
Ab 1987 ließ Pike seine Karriere unterklassig ausklingen. Für Notts County spielte er zwei Saisons in der Third Division, ehe er zum Drittligaaufsteiger Leyton Orient weiterzog. Dort beendete er 1991 seine Profilaufbahn. Für den Non-Football-League-Klub FC Hendon schnürte er später nochmal die Fußballschuhe.
Pike absolvierte später die Fußballtrainerausbildung und erlangte die UEFA-Pro-Lizenz. Er war für die Football Association in der Ausbildung tätig und wurde dabei zeitweise als Entwicklungshelfer international eingesetzt. Nach dem Eintritt in die Rente 2020 machte er sich als Berater selbständig.